# MMA (küzdősport)
Az MMA azaz a mixed martial arts, vagy kevert harcművészetek olyan küzdősport, mely megengedi az ütést, rúgást és a földharcot egyaránt, állva és földön is. Különféle küzdősportok és harcművészetek technikáit vegyesen alkalmazzák, innen ered a neve is. Az MMA kifejezést dokumentáltan először Howard Rosenberg televíziós kommentátor használta 1993-ban, az UFC 1 elemzésénél. Az, hogy ki alkotta meg magát a kifejezést, máig vita tárgya. Az Ultimate Fighting Championship elnöke, Dana White szerint a „kevert harcművészetek atyja” Bruce Lee.
A modern MMA-ben először különböző stílusban harcoló sportolók mérkőztek meg egymással, hogy kiderüljön, melyik harcművészet az erősebb. Ezeken a mérkőzéseken viszonylag kevés szabály volt. Később egyes sportolók elkezdték többféle sportág technikáit alkalmazni a mérkőzéseken. A szervezők egyre inkább arra kényszerültek, hogy további szabályokat alkossanak a sportolók biztonsága, a sportelőírások betartása  és a sportág nagyobb közönség elé terjesztése érdekében.
Az MMA nézettségi népszerűsége vetekszik a pankrációéval és az ökölvíváséval.